# Thatri
Thatri is een plaats in het district Doda van het Indiase unieterritorium Jammu en Kasjmir.

## Demografie
Volgens de volkstelling uit 2011 heeft Thatri een populatie van 4.938, waarvan 3.037 mannen en 1.901 vrouwen. Onder hen waren 682 kinderen met een leeftijd tussen de 0 en 6 jaar. De plaats had in 2011 een alfabetiseringsgraad van 77,96%. Onder mannen bedroeg dit 89,39% en onder vrouwen 58,92%.